# Maiar
De Maiar (enkelvoud: Maia) vormen een lagere klasse van hoge geestelijke wezens in de werken van J.R.R. Tolkien, die samen met de hogere Valar de Ainur vormen.
De Maiar zijn vaak ook in "dienst" van de Valar, en voeren opdrachten voor hen uit. Zo was er de Vala van het water, maar hadden de grootste rivieren ieder een Maia. De Istari zoals Gandalf en Saruman waren Maiar, net als Sauron en de Balrogs.